# Molnár Antal (színművész)
Molnár Antal, Müller (Pest, 1859 – Békésgyula, 1887. június 3.) színész.

## Életútja
Színipályára lépett 1883. szeptember 16-án, Nagy Vincénél, akinél 1886-ig működött. 1886 telén Krecsányi Ignácnál szerepelt Debrecenben. 1887-ben a Thália Színészszövetkezetnek volt jeles tagja, ahol sokoldalú és jeles alakításainál fogva a közönség nagyon megszerette. Ritka szép fővel, nemes vonásokkal volt megáldva, de a hősszerelmesnek való fej aránylag kis termetet koronázott meg, s ez a diszharmónia rontotta az illúziót, megbénította a művész emelkedését, végre is, még fiatalon, Molnár meghasonlott önmagával. Igazi művészvér volt, aki szerepeit előzőleg beható tanulmány tárgyává tette. 1887. február 27-én Szabadkán házasságot kötött Ercsei Etelkával. Életének önkezével vetett véget önkívületi állapotban Békésgyulán, 1887. június 3-án. Szilágyi Vilmos búcsúztatta.